# Assurance de protection et d'indemnisation
L’assurance de protection et d'indemnisation, plus communément appelée assurance « P&I », est une forme d'assurance maritime mutuelle fournie par des rassemblements de professionnels, appelé « Clubs P&I ». Alors qu'une compagnie d'assurance maritime (en) fournit une couverture « corps de navire » pour les armateurs et une « garantie facultés » pour les propriétaires de marchandises, un « Club P&I » assure la couverture des risques illimités que les assureurs traditionnels hésitent à assurer. 
La couverture typique de « P&I » comprend : les risques tiers pour les dommages causés à la cargaison pendant le transport; les risques de guerre; et les risques de dommages environnementaux tels que les déversements d'hydrocarbures et la pollution. 
Un « Club P&I »  est une association d'assurance mutuelle qui fournit des fonds pour la mutualisation des risques, l'information et la représentation de ses membres. Contrairement à une compagnie d'assurance maritime, qui relève de ses actionnaires, un « Club P&I » ne rend compte qu'à ses membres. À l'origine, les membres du « Club P&I » étaient généralement des armateurs, des opérateurs de navires ou des affréteurs, mais plus récemment, les transitaires et les opérateurs d'entrepôts ont pu se joindre à eux.
Alors que l'assuré paie une prime d'assurance à un assureur pour une couverture qui dure pendant un certain temps (par exemple, une année ou un voyage), un membre du « Club P&I » paie plutôt un appel de fonds. C'est une somme d'argent qui est mise dans la réserve de sécurité du Club. Si à la fin de l'année il y a encore des fonds dans la réserve, chaque membre paiera un appel réduit l'année suivante; mais si le club a fait un gros versement (disons après un déversement d'hydrocarbures) les membres du club auront immédiatement à payer un appel supplémentaire pour reconstituer la réserve.
Il existe un groupe international de « Clubs P&I » basé à Peek House, Londres. Ces Clubs coopèrent pour fournir des fonds en cas de sinistres énormes en utilisant un système complexe pour déterminer la responsabilité.
N.B. : au Royaume-Uni, les souscripteurs traditionnels et les « Clubs P&I » sont assujettis à la loi de l'assurance maritime de 1906 du Royaume-Uni (en).